# Riverside (Washington)
Riverside je gradić u američkoj saveznoj državi Washington. Prema popisu stanovništva iz 2010. u njemu je živjelo 280 stanovnika.